# Марсель Камю
Марсель Камю (фр. Marcel Camus; нар. 21 квітня 1912, Шапп, Арденни, Франція — пом. 13 січня 1982, Париж, Франція) — французький кінорежисер і сценарист.

## Біографія
Марсель Камю народився в Шаппі, Арденни, Франція. Вивчав мистецтво і мав намір стати вчителем малювання. Однак, Друга світова війна перервала його плани. Більшу частину війни Камю провів у німецькому таборі для військовополонених. Повернувшись, захопився театром. Дядько Марселя, письменник Ролан Доржелес, познайомив його з видатними французькими кінематографістами, завдяки чому він працював асистентом у Жака Фейдера, Жака Беккера, Анрі Вернея та ін.
Як режисер Марсель Камю дебютував наприкінці 1950-х років, поставивши за свою кар'єру два десятка фільмів. У 1959 році Камю екранізував п'єсу Вінісіуса де Морайса «Орфей з Консейсана» (порт. Orfeu da Conceição), поставивши музичний фільм «Чорний Орфей», який отримав Золоту пальмову гілку 12-го Каннського міжнародного кінофестивалю та премію «Оскар» у номінації за найкращий фільм іноземною мовою.
Останні роки своєї кар'єри Марсель Камю працював в основному на телебаченні.
Був одружений з акторкою Марпессою Доун, яка зіграла у Камю головну жіночу роль у «Чорному Орфеї».
Помер Марсель Камю 13 січня 1982 року у Парижі. Похований на цвинтарі Пер-Лашез.

## Фільмографія
| Рік  |     | Назва українською               | Оригінальна назва                  | Режисер | Сценарист |
| ---- | --- | ------------------------------- | ---------------------------------- | ------- | --------- |
| 1953 |     | Довгі зуби                      | Les dents longues                  |         | Так       |
| 1954 |     | Веселий ескадрон                | llegro squadrone                   |         | Так       |
| 1957 |     | Смерть, що підкралася потайки   | Mort en fraude                     | Так     | Так       |
| 1959 |     | Чорний Орфей                    | Orfeu Negro                        | Так     | Так       |
| 1961 |     |                                 | Os Bandeirantes                    | Так     | Так       |
| 1963 |     | Райський птах                   | L'oiseau de paradis                | Так     | Так       |
| 1965 |     | Пісня світу                     | Le chant du monde                  | Так     | Так       |
| 1968 |     | Життя вночі                     | Vivre la nuit                      | Так     |           |
| 1970 |     | Дике літо                       | Un été sauvage                     | Так     | Так       |
| 1970 |     | Атлантичний вал                 | Le mur de l'Atlantique             | Так     | Так       |
| 1979 |     | Нічні пастори                   | Os Pastores da Noite               | Так     | Так       |
| 1980 | т/с | Мій друг Віннету                | Winnetou le mescalero              | Так     |           |
| 1980 | т/ф | Любити нелюба                   | Les amours du mal-aimé             | Так     |           |
| 1981 | т/ф | Суботній роман: Секретний агент | Le roman du samedi: L'agent secret | Так     |           |
| 1982 | т/ф | Весна                           | Le féminin pluriel                 | Так     |           |

## Визнання
| Нагороди та номінації Марселя Камю  | Нагороди та номінації Марселя Камю | Нагороди та номінації Марселя Камю | Нагороди та номінації Марселя Камю | Нагороди та номінації Марселя Камю |
| Рік                                 | Категорія                          | Фільм                              | Результат                          |                                    |
| ----------------------------------- | ---------------------------------- | ---------------------------------- | ---------------------------------- | ---------------------------------- |
| Каннський міжнародний кінофестиваль |                                    |                                    |                                    |                                    |
| 1959                                | Золота пальмова гілка              | Чорний Орфей                       | Перемога                           |                                    |
| Премія «Оскар»                      |                                    |                                    |                                    |                                    |
| 1960                                | Найкращий фільм іноземною мовою    | Чорний Орфей                       | Перемога                           | [ 7 ]                              |
| Премія Сан Жорді                    |                                    |                                    |                                    |                                    |
| 1960                                | Найкращий фільм іноземною мовою    | Чорний Орфей                       | Перемога                           |                                    |
| Премія BAFTA                        |                                    |                                    |                                    |                                    |
| 1961                                | Найкращий фільм з буль-якої країни | Чорний Орфей                       | Номінація                          |                                    |